# Боржес Монтейро, Ромуло
Ро́муло Бо́ржес Монте́йро (порт.-браз. Rômulo Borges Monteiro; род. 19 сентября 1990, Пикус, Пиауи[…], Бразилия), более известный как Ро́муло — бразильский футболист, полузащитник клуба «Ретро».
Участник Олимпийских игр 2012 года в Лондоне.

## Клубная карьера

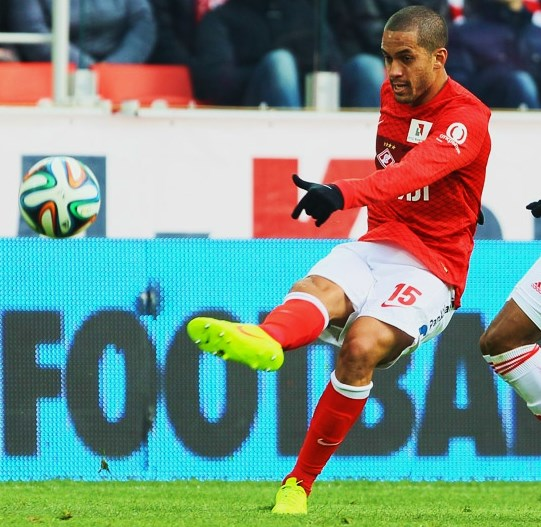
Ромуло в составе «Спартака»

Ромуло начал карьеру в молодёжной команде клуба «Порту Каруару». Также тренировался в португальской «Бенфике» и бразильском «Атлетико Паранаэнсе». В октябре 2009 года перешёл в клуб «Васко да Гама», где на протяжении сезона выступал за молодёжный состав.
30 июня 2010 года Ромуло дебютировал за основной состав «Васко да Гама» в товарищеском матче против «Аваи». Впоследствии стал игроком основного состава. В 2011 году помог своему клубу выиграть Кубок Бразилии.
28 июня 2012 года «Васко да Гама» и «Спартак» договорились о трансфере Ромуло, сумма сделки составила 8 миллионов евро. 2 июля 2012 года Ромуло подписал долгосрочный контракт со «Спартаком». В этот же день состоялась его презентация, он получил 37-й номер. 18 августа 2012 года дебютировал за московский «Спартак» в матче против «Рубина». Ромуло провёл на поле весь матч и отметился забитым мячом, который переломил ход встречи. Матч завершился со счётом 2:1.. 21 августа 2012 года бразилец дебютировал в квалификационном раунде плей-офф Лиги чемпионов за московский «Спартак» в матче против «Фенербахче». Бразилец провёл на поле всего 40 минут, после получил травму и его заменил Деми де Зеув. 19 сентября, в первом групповом этапе Лиги чемпионов против испанской «Барселоны» забил гол, позволивший «Спартаку» повести в счёте 2:1, однако российская команда не смогла удержать преимущество и проиграла 2:3.
23 сентября на 85-й минуте домашнего матча с «Ростовом» при счёте 3:0 получил травму, из-за которой был вынужден покинуть поле при помощи врачей. По словам главного тренера «красно-белых» Унаи Эмери, у бразильца растяжение связок коленного сустава. Однако на следующий день в результате полного обследования у бразильца были выявлены разрыв передней крестообразной связки коленного сустава, частичные разрывы задней крестообразной и внутренней боковой связок коленного сустава. На восстановление понадобится не менее 6 месяцев. 28 сентября 2012 года бразилец был прооперирован в Германии. Ему была сделана пластика передней крестообразной связки и произведено сшивание обоих менисков. Однако летом 2013 года он вновь оказался на операционном столе, поскольку процедура ранее была выполнена с ошибкой, и игрок вновь будет подвергнут хирургическому вмешательству, на этот раз в Риме, после чего его вновь ожидает длительный курс реабилитации. На поле Ромуло вернулся лишь в апреле 2014 года, выйдя с первых минут на игру Кубка России против «Тосно» (0:1). 8 декабря в матче против «Урала» он забил свой первый гол после травмы и последний гол «Спартака» в году.
В конце 2016 года Ромуло подписал трёхлетний контракт с «Фламенго», который вступил в силу с 1 января 2017 года. 10 января 2020 года контракт был расторгнут по обоюдному соглашению сторон.

## Карьера в сборной
Дебютировал за сборную Бразилии 5 сентября 2011 года в Суперклассико против сборной Аргентины. 9 июня 2012 года забил свой первый гол за сборную в матче против аргентинцев, в котором Бразилия проиграла со счётом 4:3. 20 июля 2012 года дебютировал за олимпийскую сборную Бразилии в товарищеском матче против сборной Великобритании. 8 августа 2012 отметился забитым мячом в полуфинале олимпийского турнира в матче против Южной Кореи.

## Статистика
| Матчи Ромуло за сборную Бразилии | Матчи Ромуло за сборную Бразилии | Матчи Ромуло за сборную Бразилии | Матчи Ромуло за сборную Бразилии | Матчи Ромуло за сборную Бразилии | Матчи Ромуло за сборную Бразилии | Матчи Ромуло за сборную Бразилии |
| -------------------------------- | -------------------------------- | -------------------------------- | -------------------------------- | -------------------------------- | -------------------------------- | -------------------------------- |
| №                                | Дата                             | Место проведения                 | Оппонент                         | Счёт                             | Голы Ромуло                      | Соревнование                     |
| 1                                | 28 сентября 2011                 | Белен (Пара), Бразилия           | Аргентина                        | 2-0                              | -                                | Суперклассико Америки            |
| 2                                | 26 мая 2012                      | Гамбург, Германия                | Дания                            | 3-1                              | -                                | Товарищеский матч                |
| 3                                | 30 мая 2012                      | Вашингтон, США                   | США                              | 4-1                              | -                                | Товарищеский матч                |
| 4                                | 3 июня 2012                      | Даллас, США                      | Мексика                          | 0-2                              | -                                | Товарищеский матч                |
| 5                                | 9 июня 2012                      | Нью-Джерси, США                  | Аргентина                        | 3-4                              | 1                                | Товарищеский матч                |
| 6                                | 15 августа 2012                  | Сольна, Швеция                   | Швеция                           | 3-0                              | -                                | Товарищеский матч                |
| 7                                | 7 сентября 2012                  | Сан-Паулу, Бразилия              | ЮАР                              | 1-0                              | -                                | Товарищеский матч                |
| 8                                | 10 сентября 2012                 | Ресифи, Бразилия                 | Китай                            | 8-0                              | -                                | Товарищеский матч                |

## Достижения
«Васко да Гама»
- Обладатель Кубка Бразилии: 2011

«Фламенго»
- Чемпион штата Рио-де-Жанейро: 2017
- Финалист Кубка Бразилии: 2017
- Финалист Южноамериканского кубка: 2017

«Спартак» Москва
- Чемпион России: 2016/17

Бразилия
- Серебряный призёр Олимпийских игр: 2012